# Takashi Kako
Pour les articles homonymes, voir Kako.
Takashi Kako (加古 隆, Kako Takashi), né le 31 janvier 1947 à Toyonaka, dans la préfecture d'Osaka, au Japon, est un pianiste et compositeur japonais. Il travaille à la fois dans le jazz et dans la musique d'art.

## Biographie
Takashi Kako naît à Osaka. Il fréquente l'Université des Beaux-Arts et de Musique de Tokyo, où il a obtenu sa licence (1965-1969) et sa maîtrise en composition (1971). Après avoir obtenu son diplôme, il s'inscrit au Conservatoire de Paris, où il étudie la composition auprès d'Olivier Messiaen ; parallèlement, il joue du jazz dans des clubs, entamant une association à long terme avec Kent Carter et Oliver Johnson en trio. Il a joué avec Noah Howard, Masahiko Togashi et Steve Lacy dans les années 1970, puis à nouveau avec Togashi en duo au début des années 1980. À partir du milieu des années 1980, il s'oriente de plus en plus vers le piano solo, même s'il part occasionnellement en tournée avec des ensembles.
En plus de sa carrière d'interprète, Takashi Kako a beaucoup travaillé en tant que compositeur. Il a écrit des musiques pour des ensembles traditionnels et pour le cinéma et la télévision, notamment pour le film La Faille (The Quarry, 1998) de Marion Hänsel.

## Discographie

### Avec Emergency
(avec Bob Reid, Boulou Ferré, Glenn Spearman, Sabu Toyozumi)
- Homage to Peace (en) (America Records (en), 1973) - Enregistré en 1972

### En tant que leader/co-leader
- Jazz A Maison De Japon, Paris (パリ日本館コンサート?) avec Mototeru Takagi (Nadja, 1974) - live
- Passage (パッサージュ?) (Trio, 1976)
- Micro World (マイクロワールド?) (Trio, 1976)
- Paris Days (巴里の日?) (Trio, 1977) - recorded in 1976
- Night Music (Sun, 1977) - recorded in 1974
- Legend of The Sea-Myself (海の伝説―私?) (Trio, 1977) - live
- TOK avec Oliver Johnson, Kent Carter (Trio, 1978)
- El Al avec Toshiyuki Miyama and his New Herd (Union, 1979)
- Valencia avec Masahiko Togashi (Trio, 1980)
- L'Aube (夜明け?) (Baybridge, 1984)
- Twilight Monologues avec Masahiko Satō, Aki Takase, Ichiko Hashimoto (Lunatic, 1984)
- Solo Concert (Insights, 1985)
- Poesie (CBS/Sony, 1986)
- Klee (いにしえの響き - パウル・クレーの絵のように?) (CBS/Sony, 1986)
- Scrawl (CBS/Sony, 1987)
- Kenji (CBS/Sony, 1988)
- Long Journey (幻想行?) (CBS/Sony, 1989)
- Symphonic Poem: Spring: Homage to Flowers (春～花によせて?) (CBS/Sony, 1990)
- Estampe Sonore (CBS/Sony, 1991)
- Apocalypse (アポカリプス 〜黙示録?) (Sony/Epic, 1992)
- La Collection de l'art du vent (風の画集?) (Sony/Epic, 1992)
- Prelude De L'Eau (水の前奏曲?) (TriStar Music, 1993)
- Norwegian Wood (ノルウェーの森?) (Epic/Sony, 1996)
- Presentimen (予感 アンジェリック グリーンの光の中で?) (Sony/Epic, 1998)
- Moments Tranquilles (静かな時間?) (Sony, 1999)
- Waltz avec The Wind (風のワルツ?) (Sony, 2004)
- Piano (ja) (Avex Classics, 2006)
- Kumano (熊野古道?) (Avex-Classics, 2007)
- Qualtet (Avex Classics, 2010)
- Blue Sea (滄?) avec Mototeru Takagi, Sabu Toyozumi (Kaitai, 2012)
- New Sea (新海?) avec Mototeru Takagi, Sabu Toyozumi (Kaitai, 2012)

## Filmographie partielle

### Compositeur de musique de film

#### Au cinéma
- 1986 :  Keshin
- 1992 : Sur la Terre comme au ciel
- 1992 :  Mirai no omoide: Last Christmas
- 1993 :  L'Équipée  (court métrage)
- 1998 : La Faille
- 2000 :  Densetsu no maihime Choe Seung-hui - Kim Mea-ja ga ou minzoku no kokoro
- 2000 :  Shiki-Jitsu
- 2001 :  Taiga no itteki
- 2002 :  Shiroi inu to warutsu wo
- 2002 :  Amida-dô dayori (Letters from the Mountains)
- 2006 :  Hakase no aishita sûshiki
- 2007 :  Ashita e no yuigon
- 2010 :  Saigo no Chûshingura
- 2011 :  1945: End of War
- 2014 :  Ieji
- 2014 :  Higurashi no ki (A Samurai Chronicle)
- 2015 :  Sankai Juku: Umusuna
- 2016 :  Le Sommet des dieux (Everesuto: Kamigami no itadaki)
- 2016 :  Warau 101 sai x 2: Sasamoto Tsuneko Muno Takeji
- 2020 :  The Pass: Last Days of the Samurai